# AWA Midwest Heavyweight Championship
Die AWA Midwest Heavyweight Championship war ein Wrestlingtitel der American Wrestling Association, der von 1967 bis 1972 ausgekämpft wurde. Er entstand zur Zeit der Territorialstrukltur des US-amerikanischen Wrestlings und galt daher ausschließlich in der Umgebung von Omaha, Nebraska. Er richtete sich vor allem an Mid-Card Wrestler.
Wie bei allen Wrestlingtiteln handelte es sich bei den Matches nicht um einen sportlichen Wettstreit, sondern um einen Showkampf mit festgelegtem Ausgang.

## Liste der Titelträger
| No. | Wrestler          | Datum              | Veranstaltung | Ort               | Anzahl | Tage | Anmerkungen | Ref.  |
| --- | ----------------- | ------------------ | ------------- | ----------------- | ------ | ---- | --- | ----- |
| 1   | Dale Lewis        | 1967               | Houseshow     | unbekannt         | 1      | N/A  | | [ 1 ] |
| 2   | Bobby Shane       | 1967               | Houseshow     | unbekannt         | 1      | N/A  | | [ 1 ] |
| 3   | Bob Orton         | 15. Juli 1967      | Houseshow     | Omaha, Nebraska   | 1      | 105  | Bob Orton besiegte Doug Gilbert und vereinigte so den AWA Midwest Heavyweight Title mit dem AWA Nebraska Heavyweight Title. | [ 1 ] |
| 4   | Rock Rogowski     | 28. Oktober 1957   | Houseshow     | Omaha, Nebraska   | 1      | 14   | | [ 1 ] |
| 5   | Bob Orton         | 11. November 1967  | Houseshow     | Omaha, Nebraska   | 2      | 28   | | [ 1 ] |
| 6   | Mighty Igor Vodic | 9. Dezember 1967   | Houseshow     | Omaha, Nebraska   | 1      | 28   | | [ 1 ] |
| 7   | Mike DiBiase      | 6. Januar 1968     | Houseshow     | Omaha, Nebraska   | 1      | 161  | | [ 1 ] |
| 8   | Bob Ellis         | 15. Juni 1968      | Houseshow     | Omaha, Nebraska   | 1      | 63   | | [ 1 ] |
| 9   | Mike DiBiase      | 17. August 1968    | Houseshow     | Omaha, Nebraska   | 2      | 7    | | [ 1 ] |
| 10  | Bob Ellis         | 24. August 1968    | Houseshow     | Omaha, Nebraska   | 2      | 94   | | [ 1 ] |
| 11  | Mike DiBiase      | 26. November 1968  | Houseshow     | Omaha, Nebraska   | 3      | 67   | | [ 1 ] |
| 12  | Stan Pulaski      | 1. Februar 1969    | Houseshow     | Omaha, Nebraska   | 1      | 259  | | [ 1 ] |
| 13  | Tarzan Tyler      | 18. Oktober 1969   | Houseshow     | Omaha, Nebraska   | 1      | 75   | | [ 1 ] |
| 14  | Stan Pulaski      | 1. Januar 1970     | Houseshow     | Omaha, Nebraska   | 2      | 14   | | [ 1 ] |
| 15  | Lars Anderson     | 15. Januar 1970    | Houseshow     | Omaha, Nebraska   | 1      | 72   | | [ 1 ] |
| 16  | Stan Pulaski      | 28. März 1970      | Houseshow     | Omaha, Nebraska   | 3      | 26   | | [ 1 ] |
| 17  | Beautiful Brutus  | 23. April 1970     | Houseshow     | Omaha, Nebraska   | 1      | 9    | | [ 1 ] |
| 18  | Bob Ellis         | 2. Mai 1970        | Houseshow     | Omaha, Nebraska   | 3      | N/A  | | [ 1 ] |
| 19  | Lars Anderson     | Juni 1970          | Houseshow     | Lincoln, Nebraska | 2      | N/A  | | [ 1 ] |
| 20  | Bob Ellis         | 20. Juni 1970      | Houseshow     | Omaha, Nebraska   | 4      | 35   | | [ 1 ] |
| 21  | Tarzan Tyler      | 25. Juli 1970      | Houseshow     | Omaha, Nebraska   | 2      | 77   | | [ 1 ] |
| 22  | Tex Mckenzie      | 10. Oktober 1970   | Houseshow     | Omaha, Nebraska   | 1      | 28   | | [ 1 ] |
| 23  | Rock Rogowski     | 7. November 1970   | Houseshow     | Omaha, Nebraska   | 2      | 28   | | [ 1 ] |
| 24  | Stan Pulaski      | 5. Dezember 1970   | Houseshow     | Omaha, Nebraska   | 4      | 34   | | [ 1 ] |
| 25  | The Claw          | 8. Januar 1971     | Houseshow     | Omaha, Nebraska   | 1      | 211  | | [ 1 ] |
| 26  | Ramón Torres      | 7. August 1971     | Houseshow     | Omaha, Nebraska   | 1      | N/A  | | [ 1 ] |
| 27  | Jimmy Snuka       | August 1971        | Houseshow     | Omaha, Nebraska   | 1      | N/A  | | [ 1 ] |
| 28  | Great Kusatsu     | 11. September 1971 | Houseshow     | Omaha, Nebraska   | 1      | 196  | | [ 1 ] |
| 29  | Stan Pulaski      | 25. März 1972      | Houseshow     | Omaha, Nebraska   | 5      | 14   | | [ 1 ] |
| 30  | Buddy Wolfe       | 8. April 1972      | Houseshow     | Omaha, Nebraska   | 1      | N/A  | | [ 1 ] |
| –   | vakant            | unbekannt          |               |                   |        |      | Bei einem Match kam es zu einer unklaren Entscheidung des Referees.                                                         | [ 1 ] |
| 31  | Buddy Wolfe       | 6. Mai 1972        | Houseshow     | Omaha, Nebraska   | 2      | 28   | Besiegte Stan Pulaski in einem Match um den vakanten Titel.                                                                 | [ 1 ] |
| 32  | Stan Pulaski      | 3. Juni 1972       | Houseshow     | Omaha, Nebraska   | 6      | 91   | | [ 1 ] |
| –   | Deaktiviert       | 2. September 1972  | –             | –                 | –      | –    | | [ 1 ] |

## Rekorde
| Rekord                | Rekordhalter | Einheit  |
| --------------------- | ------------ | -------- |
| Meiste Titelgewinne   | Stan Pulaski | 6        |
| Längste Regentschaft  | The Claw     | 211 Tage |
| Kürzeste Regentschaft | Mike DiBiase | 7 Tage   |